# Умершие в августе 2023 года
Это список известных людей, соответствующих установленным критериям значимости (см. Википедия:Критерии значимости персоналий), умерших в августе 2023 года.
Причина смерти указывается лишь в исключительных случаях (убийство, самоубийство, гибель в результате военных действий, смертная казнь, ДТП или несчастные случаи). В остальных случаях — не указывается.

## 31 августа
- Андрианариву, Рене Тантели Габрио (69) — малагасийский политический деятель, премьер-министр Мадагаскара (1998—2002)[1].
- Бактыгулов, Сталбек Алтымышович[кирг.] (69) — киргизский композитор, народный артист Кыргызстана (2020)[2].
- Ленат, Дуглас (72) — американский учёный-компьютерщик, исследователь искусственного интеллекта[3].
- Луна, Сильвина (43) — аргентинская актриса, фотомодель, телеведущая, артистка кабаре и диджей[4].
- Наир, Апарна[малаялам] (33) — индийская актриса; самоубийство[5].
- Полак, Клэри[нидерл.] (67) — нидерландская журналистка, радио- и телеведущая[6].
- Сасс, Анатолий Фомич (87) — советский гребец, олимпийский чемпион (1968), заслуженный мастер спорта СССР (1968)[7].
- Таранушич, Виталий Андреевич (77) — советский и российский химик, ректор ЮРГПУ (НПИ) (1988—1998)[8].
- Ханникат, Гейл (80) — американская актриса[9].
- Хуторецкий, Александр Борисович (78) — российский экономист, профессор Новосибирского университета[10].

## 30 августа
- Аль-Файед, Мохаммед (94) — египетский предприниматель и миллиардер, отец Доди аль-Файеда[11].
- Арзу, Кутбеттин (68) — турецкий политик, член Великого национального собрания (2007—2011), министр продовольствия, сельского хозяйства и животноводства (2015)[12].
- Буирски, Нэнси[англ.] (78) — американский кинорежиссёр (о смерти объявлено в этот день)[13].
- Гладких, Борис Иннокентьевич (78) — российский муниципальный деятель, глава администрации Находки (2018—2020)[14].
- Йонгблуд, Ян (82) — нидерландский футболист и футбольный тренер, серебряный призёр чемпионатов мира (1974, 1978)[15].
- Каллежа, Ги (85) — французский футболист[16].
- Ксарчас, Атанасиос[греч.] (92) — греческий политический деятель, депутат Парламента (1981—1993), министр торговли[англ.] (1990—1991)[17].
- Куддус, Абдул[англ.] (76) — бангладешский политик, депутат Национальной ассамблеи (1991—1995, 1996—2001, с 2009)[18].
- Леонг, Артур[англ.] (92) — новозеландский футболист, игрок национальной сборной[19].
- Романюк, Виталий Степанович[укр.] (84) — украинский писатель и политик, депутат Верховной рады (1990—1994)[20].
- Сапунов, Геннадий Андреевич (84) — советский борец греко-римского стиля, двукратный чемпион мира (1963, 1965)[21].
- Симамура, Дай[яп.] (63) — японский политик, член Палаты советников (с 2013)[22].
- Склизков, Глеб Владимирович (91) — советский и российский физик, сотрудник ФИАН[23].
- Сонни, Джек[англ.] (68) — американский музыкант, гитарист группы Dire Straits[24].
- Трапанелли, Пьеро[итал.] (99) — итальянский футболист («Милан»)[25]».

## 29 августа
- Авдеева, Елена Осиповна (55) — российский политик, мэр Череповца (2017—2019), член Совета Федерации (с 2019)[26].
- Ваудстра, Карст[нидерл.] (76) — нидерландский режиссёр[27].
- Викторино, Вальдемар (71) — уругвайский футболист, игрок национальной сборной; самоубийство[28].
- Крик, Джейми[англ.] (57) — британский радиоведущий[29].
- Папеж, Станислав[пол.] (58) — польский журналист и политик, депутат Сейма (2001—2005, 2006—2007)[30].
- Пономаренко, Николай Семёнович (78) — советский и украинский учёный, доктор фармацевтических наук[31].
- Рени, Каталин[венг.] (72) — венгерская художница и графический дизайнер, лауреат премии Михая Мункачи[венг.] (2019)[32].
- Россоу, Бота[англ.] (53) — южноафриканский регбист, игрок национальной сборной[33].
- Тейльер, Гильермо (79) — чилийский политик, генеральный секретарь (2002—2005) и председатель (с 2005) КПЧ, член Палаты депутатов (2010—2022)[34].
- Энрикес, Майк[англ.] (71) — филиппинский телеведущий[35].

## 28 августа
- Аль-Кас, Раббан (74) — иракский прелат Халдейской католической церкви, епископ Амадии (2001—2021)[36].
- Биттенкорт, Лана[порт.] (91) — бразильская певица и актриса[37].
- Ван Хол, Рогер[нидерл.] (82) — бельгийский актёр[38].
- Зайончковский, Анджей[пол.] (86) — польский режиссёр и сценарист документальных фильмов[39].
- Кайл, Дуг (91) — канадский легкоатлет, участник Олимпийских игр (1956, 1960), ДТП[40].
- Коваленко, Григорий Борисович (70) — российский муниципальный деятель, глава администрации Нарьян-Мара (1997—2001)[41].
- Распопов, Николай Васильевич (90) — советский и российский скульптор, заслуженный художник Российской Федерации (2001)[42].
- Тюляпкин, Сергей Александрович (69) — советский хоккеист[43].
- Фалькес, Карлос[исп.] (81) — эквадорский бизнесмен и политик, депутат Национального конгресса (1979—1984, 1990—1992, 1998—2004), депутат Национального собрания (2017—2018, 2021—2022)[44].
- Хаворт, Алан, барон Хаворт[англ.] (75) — британский аристократ, член Палаты лордов (с 2004)[45].
- Хоу, Тина[англ.] (85) — американский драматург[46].
- Шкалов, Владимир Дмитриевич (66) — советский самбист, пятикратный чемпион мира[47].

## 27 августа
- Адырхаева, Светлана Дзантемировна (85) — советская балерина, народная артистка СССР (1984)[48].
- Брум, Майкл, 5-й барон Брум и Вокс (85) — британский пэр и политик, член Палаты лордов (с 1968)[49].
- Водопроводчик Джо (49) — американский политический активист[50].
- Голомек, Карел[чеш.] (86) — чешский цыганский активист, диссидент и политик, депутат Чешского национального совета (1990—1992)[51].
- Ибрагимов, Анвар Камилевич (57) — советский и российский фехтовальщик и тренер, олимпийский чемпион (1988)[52].
- Ли, Фрэнни[англ.] (81) — американская художница по костюмам, лауреат премий «Тони» и «Драма Деск»[53].
- Махапатра, Джаянта[англ.] (94) — индийский поэт[54].
- Медвидь, Габор (66) — венгерский киноператор[55].
- Поспелов, Пётр Глебович (60) — российский композитор и музыкальный критик[56].
- Ракус, Алоиз[словац.] (76) — словацкий политик и психиатр, министр здравоохранения (1990—1992), депутат Палаты народа Федерального собрания (1992), депутат Национального совета (1998—2002)[57].
- Рахман, Мотиур[англ.] (81) — бангладешский политик, министр по делам религий (2014—2018), депутат Национальной ассамблеи (1986—1987, 2009—2014)[58].
- Сайко, Эди Викторовна (91) — советский и российский психолог, член-корреспондент РАО (2010)[59].
- Сандквист, Дон (87) — американский политик, член Палаты представителей США (1983—1995), губернатор штата Теннесси (1995—2003)[60].
- Стельмах, Валерия Дмитриевна (88) — советский и российский библиотековед, сотрудник Российской государственной библиотеки[61].
- Фёдоров, Игорь Борисович (83) — советский и российский учёный в области радиолокационных информационных систем, ректор (1991—2010) и президент (2010—2021) МГТУ им. Баумана, академик РАН (2008)[62].
- Фоше, Элеонор[фр.] (50) — французский кинорежиссёр и сценарист[63].
- Фрешар, Морис Люсьен (95) — французский католический прелат, архиепископ Оша (1996—2004)[64].
- Гримашевич, Богдан Петрович (38) — украинский военнослужащий, сержант, участник российско-украинской войны, Герой Украины (2024, посмертно); погиб в бою.

## 26 августа
- Агнелу, Жералду Мажела (89) — бразильский кардинал, епископ Толеду (1978—1982), архиепископ Лондрины (1982—1991)[65].
- Баркер, Боб (99) — американский телеведущий[66].
- Броберг, Боссе[швед.] (85) — шведский джазовый трубач и композитор[67].
- Герра Кальдерон, Мильтон Франсиско[исп.] (48) — гватемальский бизнесмен и политик, депутат Конгресса Республики Гватемала (2012—2020); убит[68].
- Голосман, Евгений Зиновьевич (85) — советский и российский химик, сотрудник РХТУ[69].
- Игич, Любиша (82) – сербский политический и государственный деятель, Председатель Президиума Социалистической Республики Сербия (1989)).
- Ким Сок Вон[кор.] (78) — южнокорейский предприниматель и политик, глава чеболя SsangYong Group[англ.] (1975—1998)[70].
- Коста, Марио (86) — итальянский философ[71].
- Кохли, Дев (80) — индийский поэт-песенник[72].
- Коэн, Карл[англ.] (92) — американский философ[73].
- Маршан, Бертран (70) — французский футболист и футбольный тренер[74].
- Мэтил, Клейтон[англ.] (82) — американский предприниматель, глава производителя кормов для домашних животных Iams[англ.] (1982—1999)[75].
- Павлович, Збигнев[пол.] (79) — польский врач и политик, сенатор (2007—2011), депутат Сейма (2015—2019)[76].
- Панфилов, Глеб Анатольевич (89) — советский и российский режиссёр, народный артист РСФСР (1984)[77].
- Папенфусс, Берт[нем.] (67) — немецкий поэт[78].
- Педно, Ивон[англ.] (77) — канадский спортивный журналист и телеведущий[79].
- Прецигс, Анджей[англ.] (74) — польский актёр[80].
- Таланкина, Лилия Михайловна (90) — советский и российский балетмейстер, заслуженный деятель искусств РСФСР (1985), вдова И. В. Таланкина[81].
- Фекета, Юзеф Васильевич (82) — российский театральный режиссёр, народный артист Российской Федерации (2007)[82].
- Феррейро, Эмилия[англ.] (86) — аргентинская писательница, психолог и педагог[83].
- Эшба, Вячеслав Ахметович (74) — абхазский военный и политический деятель, министр обороны (2003—2004)[84].
- MC Marcinho[порт.] (45) — бразильский музыкант[85].

## 25 августа
- Альсамора Траверсо, Карлос[исп.] (97) — перуанский дипломат, посол в США (2001)[86].
- Ахмад, Исмет[англ.] (78) — индонезийский политик, член Совета народных представителей (2009—2014)[87].
- Веласко, Белисарио[исп.] (87) — чилийский политик, министр внутренних дел (2006—2008)[88].
- Верма, Санджай[англ.] — индийский монтажёр и звукорежиссёр, трёхкратный лауреат Filmfare Award за лучший монтаж[89].
- Гонзага, Карлос[порт.] (99) — бразильский певец[90].
- Де Декер, Тейл[нидерл.] (22) — бельгийский шоссейный велогонщик; ДТП[91].
- де Маржери, Диана[фр.] (95) — французская писательница и переводчик[92].
- Егоров, Валерий Петрович (66) — российский актёр, народный артист Российской Федерации (2009)[93].
- Клевно, Владимир Александрович (68) — российский врач-судмедэксперт, директор Российского центра судебно-медицинской экспертизы (2004—2009)[94].
- Мирский, Валерий Исаевич[укр.] (84) — советский и украинский спортивный журналист[95].
- Мотт, Уго Альберто[исп.] (92) — аргентинский государственный деятель, губернатор провинции Катамарка (1973—1976)[96].
- Рагимов, Шахрияр Агали оглы (34) — азербайджанский футболист, игрок национальной сборной[97].
- Филатов, Сергей Александрович (87) — российский государственный деятель, руководитель Администрации президента России (1993—1996)[98].
- Филлипс, Рональд Л.[англ.] (83) — американский биолог, член Национальной академии наук США (1991)[99].
- Хоффманн, Йоэль[ивр.] (86) — израильский писатель и переводчик[100].

## 24 августа
- Баекенов, Булат Абдрахманович (80) — казахстанский государственный деятель, председатель Комитета национальной безопасности (1992—1994), министр внутренних дел (1994—1995)[101].
- Брэй Уайатт (36) — американский рестлер[102]
- Вандерверен, Паскаль[англ.] (77) — бельгийский юрист, президент Международной уголовной коллегии[103].
- Део, Сима (81) — индийская актриса[104].
- Захаров, Борис Алексеевич (92) — советский и российский архитектор, почётный член РААСН[105].
- Каспшак, Анджей[пол.] (77) — польский баскетболист, участник летних Олимпийских игр (1968, 1972)[106].
- Купер, Генри Рид[англ.] (82) — Главный судья Либерии (2003—2006)[107].
- Марсден, Берни (72) — британский гитарист[108].
- Пикассо, Клод[англ.] (76) — французский фотограф и оператор, сын Пабло Пикассо[109].
- Савинов, Дмитрий Глебович (82) — советский и российский археолог, профессор Санкт-Петербургского университета[110].
- Соларес, Игнасио[исп.] (78) — мексиканский писатель и драматург[111].
- Соркин, Арлин (67) — американская актриса, сценаристка, телеведущая[112].
- Спайсер, Кит[англ.] (89) — канадский журналист и государственной деятель, комиссар Канады по официальным языкам (1970—1977)[113].
- Тауссиг, Павел[чеш.] (74) — чешский сценарист и историк кино[114].
- Швиг, Ронан[ивр.] (54) — израильский футболист («Бейтар» Иерусалим)[115].
- Энтони, Майкл[нем.] (93) — тринидадский писатель и историк[116].

## 23 августа
- Альварес, Хосе Луис[исп.] (93) — испанский политик, мэр Мадрида (1978—1979)[117].
- Барбоза, Эдуарду[порт.] (64) — бразильский политик, член Палаты депутатов (1995—2023)[118].
- Бункулу, Бенжамен[англ.] (80) — министр иностранных дел Республики Конго (1992—1995), сенатор (2002—2011)[119].
- Вандалковский, Евгений Владиславович (76) — российский режиссёр театрализованных представлений, массовых зрелищ и шоу-программ[120].
- Дорнеллес, Франсиско[порт.] (88) — бразильский политик, министр финансов (1985), министр труда (1999—2002), сенатор (2007—2014)[121].
- Левран, Аарон[ивр.] (93) — израильский генерал[122].
- Лекаро, Висенте (87) — эквадорский футболист, игрок национальной сборной[123].
- Марчук, Георгий Васильевич (76) — белорусский писатель, драматург и сценарист[124].
- Паради, Херша[англ.] (78) — американская актриса[125].
- Патык, Эугениуш[пол.] (86) — польский политик, сенатор (1993—1997)[126].
- Попков, Михаил Данилович (98) — советский военачальник, начальник политуправления Сухопутных войск СССР (1980—1989), генерал-полковник (1979)[127].
- Стофберг, Теунс[англ.] (68) — южноафриканский регбист, игрок национальной сборной; ДТП[128].
- Фанк, Терри (79) — американский рестлер и актёр[129].
- Фельдман, Боб[англ.] (83) — американский музыкант (The Strangeloves) и автор песен[130].
- Хейл, Роберт[англ.] (90) — американский оперный певец[131].
- Ходж, Уоррен[англ.] (82) — американский журналист[132].
- Погибшие при катастрофе Embraer Legacy 600 под Куженкином:
  - Пригожин, Евгений Викторович (62) — российский предприниматель, основатель ЧВК «Вагнер», Герой Российской Федерации (2022)[133].
  - Уткин, Дмитрий Валерьевич (53) — российский военный, командир ЧВК «Вагнер», Герой Российской Федерации[133].

## 22 августа
- Веллер, Рене (69) — немецкий боксёр, бронзовый призёр чемпионата мира (1978)[134].
- Голестан, Эбрахим[перс.] (100) — иранский и британский кинорежиссёр и писатель[135].
- Кортни, Том (90) — американский легкоатлет, двукратный олимпийский чемпион (1956)[136].
- Кукехо Верга, Эустакио Пастор (83) — парагвайский католический прелат, архиепископ Асунсьона (2002—2014)[137].
- Кутуньо, Тото (80) — итальянский певец и композитор, победитель конкурса «Евровидение-1990»[138].
- Ласига, Мартин[нем.] (48) — швейцарский игрок в пляжный волейбол, трёхкратный чемпион Европы (1998, 1999, 2000)[139].
- Ле Ван Тхань[англ.] (60) — вьетнамский государственный деятель, заместитель премьер-министра (с 2021)[140].
- Легал, Фернанду[порт.] (91) — бразильский католический прелат, епископ Итапевы (1980—1985), Лимейры (1985—1989) и Сан-Мигел-Паулисты (1989—2008)[141].
- Нобл, Бобби (77) — английский футболист («Манчестер Юнайтед»)[142].
- Опл, Сьюзан[англ.] (61) — филиппинский политик и правозащитница[143].
- Пол, Александра (31) — канадская фигуристка, участница зимних Олимпийских игр в танцах на льду (2014), ДТП[144].
- Рао, Кальямпуди Радхакришна (102) — индийский и американский математик, статистик, лауреат Международной премии в области статистики[англ.] (2023), член НАН США (1995)[145].
- Рибейру, Эрландер[исп.] (80) — португальский пловец, участник Олимпийских игр (1960, 1964)[146].
- Толмачёв, Владимир Викторович (85) — советский и российский инженер-карстовед[147].
- Хан, Акбар[англ.] (74) — индийский кинорежиссёр[148].
- Щеглов, Джолинард Андреевич (85) — российский учёный в области физики плазмы (тело обнаружено в этот день)[149].

## 21 августа
- Бабак, Николай (33) — российский музыкант и танцор, участник групп «Птицу ЕМЪ» и «4 Позиции Бруно», основатель диджейского проект Bigmammaa (о смерти объявлено в этот день)[150].
- Бабков, Сергей Анатольевич (56) — советский и российский баскетболист и тренер, призёр чемпионатов мира (1994, 1998) и Европы (1993, 1997)[151].
- Васильев, Лев Борисович (98) — советский государственный и хозяйственный деятель, генеральный директор ОАО «КАМАЗ» (1969—1981), министр машиностроения для лёгкой и пищевой промышленности и бытовых приборов СССР (1984—1988), Герой Социалистического Труда (1977)[152].
- Канаваджо, Жан[фр.] (87) — французский биограф и почётный профессор испанской литературы Университета Западный Париж — Нантер-ля-Дефанс[153].
- Михака, Дун[англ.] (81) — новозеландский активист и писатель[154].
- Наджафи, Мухаммад Хусейн (91) — пакистанский богослов шиитского толка[155].
- Нимроди, Яаков (97) — израильский разведчик и предприниматель[156].
- Перес, Карлос[англ.] (88) — американский онколог, пионер радиационной онкологии[157].
- Пронюк, Евгений Васильевич (86) — советский и украинский политический деятель, председатель Всеукраинского общества политических узников и репрессированных, Герой Украины (2006)[158].
- Рэнкин, Энди (79) — английский футболист[159].
- Чоут, Морвилл[англ.] (98) — британский метатель копья, участник летних Олимпийских игр (1948)[160].
- Шахан, Авигдор (89) — израильский историк и детский писатель[161].

## 20 августа
- Али, Наушад[англ.] (79) — пакистанский игрок в крикет[162].
- Бузиди, Вахид[фр.] (45) — французский актёр[163].
- Бэлэчану-Столнич, Константин[рум.] (100) — румынский невролог, почётный член РуА (1992)[164].
- Вирранкоски, Пентти[фин.] (94) — финский историк[165].
- Джейкобс, Дэвид (84) — американский сценарист и продюсер[166].
- Захаров, Владимир Евгеньевич (84) — советский, российский и американский физик-теоретик, академик РАН (1991)[167].
- Коэн, Даниэль[фр.] (70) — французский экономист[168].
- Крук, Изабель (107) — канадский антрополог[169].
- Лаздениекс, Айвар Янович (69) — советский гребец, серебряный призёр чемпионата мира (1975) и бронзовый призёр Олимпийских игр (1976)[170].
- Петров, Руси (79) — болгарский борец вольного стиля, чемпион мира (1971)[171].
- Рындина, Анна Вадимовна (86) — российский историк искусств, академик РАХ (2012), дочь В. Ф. Рындина[172].
- Сподек, Говард (81) — американский историк[173].
- Шулин, Алексей Валерьевич (55) — российский актёр, заслуженный артист Российской Федерации (2006)[174].

## 19 августа
- Берк, Джеймс[англ.] (97) — американский космический инженер, руководитель программы «Рейнджер» (1961—1964)[175].
- Гисин, Ганс Рудольф[нем.] (82) — швейцарский политик, депутат Национального совета Швейцарии (1987—2011)[176].
- Джонс, Рон Сефас (66) — американский актёр, лауреат премий «Эмми» (2018, 2020)[177].
- Добрица, Василий Иванович (98) — участник Великой Отечественной войны, являлся последним живущим полным кавалером ордена Славы[178].
- Дудкин, Владимир Михайлович (77) — советский и российский актёр, заслуженный артист РСФСР (1984)[179].
- Коутс, Глория (89) — американский композитор[180].
- Кучинский, Томас[нем.] (78) — немецкий экономист, сын Юргена Кучинского[181].
- Маццоне, Карло (86) — итальянский футболист и футбольный тренер[182].
- Налле, Жан-Клод[фр.] (76) — французский спринтер, участник Олимпийских игр (1968, 1976)[183].
- Паркер, Джеймс[англ.] (47) — американский метатель молота, участник летних Олимпийских игр (2004)[184].
- Патейдл, Вацлав[англ.] (68) — словацкий музыкант и композитор[185].
- Педенчук, Лариса Леонидовна (82) — советский и российский фотохудожник, фотограф Большого театра[186]
- Родье, Франсуа[фр.] (86) — французский физик и астроном[187].
- Свобода, Рудольф[чеш.] (77) — чешский футболист[188].
- Скорза, Франческо (76) — итальянский футболист[189].
- Тимофеев, Владислав Борисович (86) — советский и российский физик, академик РАН (2000)[190].
- Уорнок, Джон (82) — американский учёный в области компьютерных наук и бизнесмен[191].
- Хаббард, Говард Джеймс[англ.] (84) — американский католический прелат, епископ Олбани (1977—2014)[192].
- Цорци, Тонино[итал.] (88) — итальянский баскетболист и баскетбольный тренер, игрок национальной сборной[193].
- Элтон, Родни[англ.] (93) — британский пэр и политик, 2-й барон Элтон (с 1973), член Палаты лордов (1973—2000)[194].
- Ясулович, Игорь Николаевич (81) — советский и российский актёр, народный артист Российской Федерации (2001)[195].

## 18 августа
- Анашкин, Александр Алексеевич (58) — русский поэт[196].
- Бакли, Джеймс[англ.] (100) — американский политик и юрист, сенатор от штата Нью-Йорк (1971—1977), судья Апелляционного суда по округу Колумбия (с 1985)[197].
- Жоржелен, Жан-Луи (74) — французский генерал, начальник Генштаба ВС Франции (2006—2010); несчастный случай[198].
- Жуйкова, Людмила Антоновна (81) — казахстанский искусствовед и музыковед[199].
- Закиев, Мирфатых Закиевич (95) — советский тюрколог и политический деятель, председатель Верховного Совета Татарской АССР (1980—1990)[200].
- Куай, Эл[англ.] (99) — американский политик, член Палаты представителей (1958—1979), губернатор штата Миннесота (1979—1983)[201].
- Майоров, Михаил Владимирович (55) — российский краевед[202].
- Новарро, Чико[исп.] (88) — аргентинский певец и автор песен[203].
- Риэль, Йорн[дат.] (92) — датский писатель[204].
- Рулёв, Александр Сергеевич (68) — российский учёный в области агролесомелиорации и защитного лесоразведения, член-корреспондент РАСХН (2012—2014), академик РАН (2016)[205].
- Сальватерра, Эрманно[итал.] (68) — итальянский альпинист; несчастный случай[206].
- Тарасенко, Анатолий Фёдорович (82) — советский и российский военачальник, начальник Службы безопасности полётов авиации ВС РФ (1994—2001), генерал-полковник (1995)[207].
- Эрреро Акоста, Фернандо[исп.] (70) — коста-риканский экономист и политик, министр финансов (1994—1996, 2010—2012)[208].

## 17 августа
- Аламос Васкес, Уго[исп.] (90) — чилийский политик, член Палаты депутатов (1969—1973, 1990—1994)[209].
- Бобко, Кэрол Джозеф (85) — американский астронавт[210].
- Бошкович, Мирослав (76) — югославский и сербский футболист[211].
- Вешович, Марко[босн.] (78) — боснийский и черногорский писатель[212].
- Гуревич, Борис Маркович (85) — советский и российский математик, заслуженный профессор МГУ (2018)[213].
- Девитт, Джон (86) — австралийский пловец, двукратный олимпийский чемпион (1956, 1960)[214].
- Джамиль, Кунвар Навид[англ.] (59) — пакистанский политик, депутат парламента (2015—2018), мэр Хайдарабада (2005—2010)[215].
- Кочиш, Габриелла[венг.] (95) — венгерская волейболистка и тренер[216].
- Кузькин, Владимир Васильевич (85) — советский государственный и хозяйственный деятель, заместитель министра гражданской авиации СССР (1981—1990), заведующий сектором гражданской авиации ЦК КПСС (1979—1981)[217].
- Макким, Билл[англ.] (81) — британский бегун на средние дистанции, участник летних Олимпийских игр (1964)[218].
- Остроски, Давид (66) — мексиканский актёр[219] (о смерти объявлено в этот день).
- Пфлюгер, Гудрун[нем.] (50) — австрийская бегунья в горах, четырёхкратная чемпионка мира по горному бегу (1992, 1994, 1995, 1996)[220].
- Султанов, Абдулла Афзалович (94) — советский и российский певец и кураист, народный артист Башкортостана (1996)[221].
- Тджоа, Марга[англ.] (79) — индонезийская писательница[222].
- Тимонер, Гильермо[исп.] (97) — испанский профессиональный велогонщик, шестикратный чемпион мира[223].
- Харабадзе, Георгий Езекиевич[груз.] (81) — советский и грузинский актёр, народный артист Грузинской ССР (1986)[224].
- Экелунд, Роберт[англ.] (82) — американский экономист[225].
- Янг, Гэри[англ.] (70) — американский музыкант и музыкальный продюсер[226].

## 16 августа
- Альфери, Пьер[фр.] (60) — французский писатель и поэт[227].
- Беккер, Говард (95) — американский социолог и криминолог[228].
- Белкич, Бериз[босн.] (76) — боснийский политический и государственный деятель, председатель Президиума Боснии и Герцеговины (2002)[229].
- Будогосский, Андрей Дмитриевич (73) — советский и российский футбольный судья[230].
- Гончар, Александр Борисович (43) — украинский футболист, военнослужащий ВСУ, участник российско-украинской войны; погиб в бою
- Жидко, Геннадий Валериевич (57) — российский военачальник, командующий войсками ВостВО (2018—2021, 2022), заместитель министра обороны РФ — начальник ГВПУ ВС РФ (2021—2022), генерал-полковник (2020), Герой Российской Федерации (2017)[231].
- Карамазов, Виктор Филимонович (89) — белорусский писатель, сценарист и журналист[232].
- Койлиарис, Стелиос[греч.] (72) — кипрский финансовый менеджер и политик, министр торговли и промышленности (1993—1994), министр торговли, промышленности и туризма (1994—1995)[233].
- Козлицек, Эрнст (92) — австрийский футболист, полузащитник.
- Лопырев, Геннадий Александрович (69) — российский государственный деятель, начальник ФСО России по СКФО (2003—2016), генерал-лейтенант[234].
- Марин, Эдгар (80) — коста-риканский футболист, игрок национальной сборной[235].
- Мельникова, Ольга Тимофеевна (73) — российский психолог, заслуженный профессор МГУ (2014)[236].
- Миронов, Юрий Михайлович (86) — советский и российский учёный в области электротехники[237].
- Мосаваль, Джохаар[англ.] (95) — южноафриканский артист балета[238].
- Мосс, Джерри (88) — американский предприниматель, сооснователь фирмы «A&M Records» (1962)[239].
- Паркинсон, Майкл[англ.] (88) — британский телеведущий, журналист и писатель[240].
- Рольдсен, Эрнст[норв.] (78) — норвежский политик, депутат Стортинга (1981—1993)[241].
- Русанов, Григорий Михайлович (65) — советский и российский дартсмен и тренер, заслуженный тренер России (2002)[242].
- Скотто, Рената (89) — итальянская оперная певица (сопрано) и театральный режиссёр[243].
- Уиттам, Рональд[англ.] (98) — британский учёный-исследователь в области клеточной физиологии, член Лондонского королевского общества (1973)[244].

## 15 августа
- Алексанян, Юрий Татевосович (85) — советский и армянский иммунолог, директор НИИ эпидемиологии, вирусологии и медицинской паразитологии (1986—2006), академик НАН Армении (1996)[245].
- Бугдаль, Клаус[нем.] (88) — западногерманский велосипедист, чемпион Европы по трековому велоспорту (1962, 1966, 1971) (о смерти объявлено в этот день)[246].
- Гарсия, Леа[порт.] (90) — бразильская актриса[247].
- Зосима (Еремеев) (76) — архиерей РПСЦ, епископ (2004—2016) и архиепископ (с 2016) Донской и Кавказский[248].
- Кантиени, Урсула[нем.] (75) — швейцарская и немецкая актриса[249].
- Кублашвили, Константин[груз.] (50) — грузинский юрист, председатель Верховного суда Грузии (2005—2015)[250].
- Осого, Джеймс Чарльз Нахванга[англ.] (90) — кенийский политик, депутат парламента (1963—1980), министр информации и коммуникаций (1966—1969) и министр сельского хозяйства (1979)[251].
- Патхак, Биндешвар[англ.] (80) — индийский социолог, основатель Sulabh International[англ.][252].
- Тимошинин, Владимир Александрович (53) — советский и российский прыгун в воду, чемпион Европы (1991, 1995), призёр чемпионата мира (1994), заслуженный мастер спорта СССР (1991)[253].
- Тобэ, Франчиск[рум.] (70) — румынский политик, член Палаты депутатов Румынии (1992—1996, с 2021)[254].
- Ферреро, Бруно[фр.] (89) — французский футболист, игрок национальной сборной[255].
- Хабиб, Мохаммед[англ.] (74) — индийский футболист[256].
- Эстман, Арнольд[швед.] (83) — шведский дирижёр, член Шведской королевской музыкальной академии (1992)[257].
- Юн Ки Чжун[кор.] (91) — южнокорейский экономист, отец президента Южной Кореи Юн Сок Ёля[258].

## 14 августа
- Альберони, Франческо (93) — итальянский журналист и социолог[259].
- Амиров, Родион Русланович (21) — российский хоккеист[260].
- Бартлман, Джеймс[англ.] — канадский политик и дипломат, Лейтенант-губернатор Онтарио (2002—2007), постоянный представитель Канады при НАТО (1990—1994), посол Канады при Европейском Союзе (2000—2002)[261].
- Баун, Боб (86) — канадский хоккеист, четырёхкратный обладатель Кубка Стэнли в составе «Торонто Мейпл Лифс»[262].
- Брионес, Педро (?) — эквадорский политический деятель, лидер движения «Гражданская революция»; убит[263].
- Гребнев, Валентин Михайлович (95) — советский хозяйственный и государственный деятель, Герой Социалистического Труда (1981)[264].
- Дубровский, Борис Яковлевич (83) — советский гребец, олимпийский чемпион (1964), заслуженный мастер спорта СССР (1964)[265].
- Заранди, Ласло[англ.] (94) — венгерский спринтер, бронзовый призёр Олимпийских игр (1952), чемпион Европы (1954)[266].
- Зорич, Владимир Антонович (85) — советский и российский математик, заслуженный профессор МГУ (2007)[267].
- Лопес Соба, Элиас[англ.] (96) — пуэрто-риканский музыкант[268]
- Дэвид Лоуренс, 5-й барон Лоуренс[англ.] — британский пэр, барон Лоуренс (с 1968), член Палаты лордов (1968—1999)[269].
- Майманов, Николай Амырчинович (67) — российский певец, заслуженный артист Российской Федерации (1998)[270].
- Махмуд, Султан (79) — бангладешский военнослужащий, глава Военно-воздушных сил Бангладеш (1981—1987)[271].
- Мейнард, Майкл[англ.] (86) — британский яхтсмен, участник летних Олимпийских игр 1968[272].
- Мександо, Луи (92) — французский политик, министр почт, телеграфа и телефонов (1981—1986), член Национального собрания (1993—2002)[273].
- Миронов, Сергей Павлович (75) — советский и российский ортопед-травматолог, директор ЦИТО (1998—2019), академик РАМН (1999—2013), академик РАН (2003)[274].
- Николаев, Андрей Николаевич (85) — советский и российский клоун, народный артист РСФСР (1980)[275].
- Сайиди, Делвар Хоссейн[англ.] (83) — бангладешский политик, депутат Национальной ассамблеи Бангладеш (1996—2006)[276].
- Тамм, Аксель (91) — эстонский советский издательский работник, литературный критик[277].

## 13 августа
- Бредин, Патрисия (88) — британская певица и актриса[278].
- Жунина, Таисия Ивановна (92) — советский хозяйственный и политический деятель, Герой Социалистического Труда (1971)[279].
- Карвалью, Жозе Мурилу де[порт.] (83) — бразильский историк, член Бразильской академии литературы[280].
- Коллинз, Алекс (28) — американский футболист; ДТП[281].
- Лакуна, Данило[англ.] (85) — филиппинский политик, вице-мэр Манилы (1988—1992, 1998—2007)[282].
- Лорин, Рэйчел[англ.] (62) — канадская органистка и композитор[283].
- Марков, Борис Васильевич (77) — советский и российский философ, заслуженный деятель науки Российской Федерации (2007)[284].
- Мейер, Тео[нидерл.] (76) — нидерландский политик, депутат Палаты представителей (1996—2003)[285].
- Мендес, Константино[исп.] (72) — испанский политик, государственный секретарь по обороне (2008—2011) и депутат конгресса (1993—1996)[286].
- Уомак, Джеймс[англ.] (82) — американский биолог, член НАН США (1999)[287].
- Харченко, Владимир Григорьевич (76) — советский и украинский боксёр и тренер, чемпион СССР (1973), заслуженный тренер Украины[288].
- Эриксен, Эдель Хетта (101) — норвежский педагог и политик[289].
- Ялтанец, Иван Михайлович (87) — советский и российский учёный в области горных наук[290].

## 12 августа
- Гайтукаев, Ахъяд Ахметович (78) — советский и российский чеченский актёр, народный артист Чечено-Ингушской АССР (1991)[291].
- Голомеев, Атанас (76) — болгарский баскетболист[292].
- Джоко Пекик (86) — индонезийский художник[293].
- Дон-Данкан, Хелен[англ.] (42) — британская пловчиха, участница летних Олимпийских игр 2000 года[294].
- Ёжиков-Бабаханов, Евгений Георгиевич (81) — советский и казахстанский государственный деятель, народный депутат СССР (1989—1991), заместитель премьер-министра Казахстана (1991—1993)[295].
- Казновский, Анджей[пол.] (87) — польский политик, мэр Гданьска (1973—1977)[296].
- Королёва, Наталия Сергеевна (88) — советский и российский хирург, дочь Сергея Павловича Королёва[297].
- Латинво, Салаудин[англ.] (80) — нигерийский военный и государственный деятель, губернатор штата Квара (1984—1985)[298].
- Ли Гён По[кор.] (61) — южнокорейская актриса[299].
- Линдхольм, Берит (88) — шведская оперная певица (драматическое сопрано)[300].
- Маклоз, Мэри-Луиза (70) — австралийский эпидемиолог[301].
- Остринская, Лидия Анатольевна[укр.] (56) — украинская актриса, народная артистка Украины (2019)[302].
- Ружери, Жак[фр.] (78) — французский регбист, игрок национальной сборной[303].
- Смит, Аллан[англ.] (94) — шриланкийский прыгун в воду, участник летних Олимпийских игр 1952[304].
- Тесинга, Хенк[нидерл.] (73-74) — нидерландский политик, сенатор (2009—2011)[305].
- Фасила, Вилайил[англ.] (63) — индийская певица[306].
- Экшмидт, Шандор[венг.] (84) — венгерский метатель молота, участник летних Олимпийских игр (1964, 1968, 1972)[307].

## 11 августа
- Аксуорси, Крис[англ.] (76) — канадский политик, депутат Палаты общин (1988—1999)[308].
- Ахерн, Майк[англ.] (81) — австралийский политик, премьер Квинсленда (1987—1989)[309].
- Бабаянц, Игорь Иванович (86) — советский и российский художник, почётный член РАХ (2021), заслуженный работник культуры Российской Федерации (2004)[310].
- Джонс, Том[англ.] (95) — американский автор текстов и либреттист[311].
- Зайц, Конрад[нем.] (89) — западногерманский и германский дипломат, посол ФРГ в Индии (1987—1990), Италии (1992—1995) и Китае (1995—1999)[312].
- Лупу, Шербан[рум.] (71) — румынский и американский скрипач-виртуоз[313].
- Мальгуар, Флоренс (63) — французская скрипачка и дирижёр[314].
- Маккензи, Джудит Энн[англ.] (81) — американский биогеохимик[315].
- Маринчешки, Николай[болг.] (65) — болгарский фехтовальщик, участник летних Олимпийских игр (1980, 1988)[316].
- Николау, Лизета[греч.] (71) — греческая певица[317].
- Пено, Рон[англ.] (68) — австралийский певец и автор песен[318].
- Пенчу, Александру[англ.] (90) — румынский регбист, игрок национальной сборной, финалист Европейского Кубка наций (1967)[319].
- Самисони, Мере[англ.] (85) — фиджийский политик, депутат Парламента (с 2018)[320].
- Сафави, Курош[перс.] (67) — иранский лингвист[321].
- Синха, Бикаш[англ.] (78) — индийский физик-ядерщик[322].
- Соломонс, Гус[англ.] (84) — американский танцор и хореограф[323].
- Табути, Сёдзи[англ.] (79) — японский и американский скрипач[324].
- Тафралис, Грег[англ.] (65) — американский толкатель ядра, участник летних Олимпийских игр (1988)[325].
- Фарчи, Луиджи[англ.] (84) — итальянский игрок в хоккей на траве, участник летних Олимпийских игр (1960)[326].

## 10 августа
- Агеев, Виктор Викторович (85) — советский и российский художник, заслуженный художник Российской Федерации (1997)[327].
- Аревало, Роберт[англ.] (85) — филиппинский актёр[328].
- Величков, Георгий (85) — болгарский писатель, депутат Великого народного собрания Болгарии (1990—1991)[329].
- Гареев, Марат Миниахметович (65) — советский и российский оперный певец, тенор, заслуженный артист Российской Федерации (1998)[330].
- Даниил (Нусиро) (84) — иерарх Японской православной церкви, митрополит Токийский и всея Японии (с 2000)[331].
- Джексон, Алек (86) — английский футболист[332].
- Лазарев, Михаил Павлович (85) — советский и российский искусствовед, член-корреспондент РАХ (2013)[333].
- Луальди, Антонелла (92) — итальянская актриса[334].
- Маркочи, Влад[рум.] (55) — румынский политик, член Палаты депутатов Румынии (2002—2016)[335].
- Мурджа, Микела[итал.] (51) — итальянская писательница, блогер и драматург[336].
- Плоткин, Борис Исаакович (97) — советский и израильский математик[337].
- Ричардс, Фрейзер, 2-й барон Милвертон[англ.] (93) — барон Милвертон (c 1978 года), член Палаты лордов (1978—1999)[338].
- Рост, Клаус (83) — немецкий спортсмен, бронзовый призёр чемпионата мира по греко-римской борьбе (1963), серебряный призёр Олимпийских игр по вольной борьбе (1964)[339].
- Сутикно Висаксоно, Винсентиус[англ.] (69) — индонезийский католический прелат, епископ Сурабаи (с 2007)[340].
- Уотерман, Стэн[англ.] (100) — американский кинооператор и продюсер подводных фильмов, пятикратный лауреат премии «Эмми»[341].
- Уэртас Варгас, Хосе Висенте[нем.] (83) — колумбийский католический прелат, епископ Гарагоа (2000—2017)[342].
- Хафсия, Джалила (95) — тунисская писательница[343].
- Чиполлини, Чезаре[итал.] (64) — итальянский велогонщик, участник Олимпийских игр (1976)[344].

## 9 августа
- Викторенко, Александр Степанович (76) — советский и российский лётчик-космонавт, полковник (1987), Герой Советского Союза (1987), Герой Сирийской Арабской Республики (1987)[345].
- Вильявисенсио, Фернандо (59) — эквадорский политик, депутат Национального собрания (2021—2023), кандидат на пост президента Эквадора (2023); убийство[346].
- Гальярди, Пеппино (83) — итальянский певец и автор песен[347].
- Ганда, Джозеф (91) — сьерра-леонский католический прелат, епископ Кенемы (1970—1980), архиепископ Фритауна (1980—2007)[348].
- Канга, Мария[исп.] (60) — эквадорская дзюдоистка, участница Олимпийских игр 1992[349].
- Карлов, Виктор Владимирович (78) — советский и российский этнолог-сибиревед, заслуженный профессор МГУ (2010)[350].
- Клоппер, Дик (92) — нидерландский футболист[351].
- Марден, Брайс (84) — американский художник[352].
- Матанович, Александр (93) — югославский и сербский шахматист, гроссмейстер (1955)[353].
- Мэнтл, Дорин[англ.] (97) — британская актриса, лауреат Премии Лоренса Оливье за лучшую женскую роль второго плана (1979)[354].
- Нотенбом, Харрей[нидерл.] (96) — нидерландский политик, депутат Парламента (1963—1979), депутат Европейского парламента (1971—1984)[355].
- Робертсон, Робби (80) — канадский гитарист и певец[356].
- Триле-Ленуар, Вероник[фр.] (66) — французский политик, депутат Европейского парламента (с 2019)[357].
- Хальцер, Миха[фр.] (38) — словенский велогонщик, серебряный призёр чемпионата мира по горным велосипедам (2012)[358].
- Хлыстов, Александр Фёдорович (92) — советский и российский государственный деятель, министр торговли РСФСР (1990—1991)[359].
- Храмцов, Иван Фёдорович (73) — российский учёный в области общего земледелия, агрохимии и почвоведения, директор СибНИИСХоза (1998—2018), академик РАСХН (2010—2013), академик РАН (2013)[360].
- Эвер, Ита Альфредовна (92) — советская и эстонская актриса, народная артистка Эстонской ССР (1973)[361].

## 8 августа
- Баамонтес, Федерико (95) — испанский велогонщик, победитель Тур де Франс (1959)[362].
- Борисова, Юлия Константиновна (98) — советская и российская актриса, артистка Театра имени Е. Б. Вахтангова (с 1947), народная артистка СССР (1969), Герой Социалистического Труда (1985)[363].
- Васильева, Вера Кузьминична (97) — советская и российская актриса, артистка Театра сатиры (с 1948), народная артистка СССР (1986)[364].
- Гондве, Гудолл[англ.] (86) — малавийский экономист, министр финансов (2004—2009, 2014—2019)[365].
- Канчес, Рохелио[англ.] (69) — перуанский политик, депутат Конгресса (2011—2016)[366].
- Капралик, Душан[словац.] (75) — словацкий актёр[367].
- Коне, Гастон Уассенан[англ.] (84) — ивуарийский государственный деятель и дипломат, министр внутренних дел (1974—1976), министр внутренней безопасности (1976—1983), министр безопасности (1993—1995), посол в Аргентине, Чили и Уругвае[368].
- Кэссиди, Брайан[англ.] (89) — британский политик, депутат Европейского парламента (1984—1999)[369].
- Лебедев, Марк Борисович (86) — советский и латвийский актёр, народный артист Латвийской ССР (1983)[370].
- Макдональд, Иэн (94) — британский математик, член Лондонского королевского общества (1979)[371].
- Наатен, Дэниэл[англ.] — либерийский политик, сенатор (2005—2011, с 2014)[372].
- Погребной, Владимир Константинович (74) — российский художник по стеклу, заслуженный художник Российской Федерации (2003)[373].
- Рид, Джейми (76) — английский художник и анархист[374].
- Родригес, Сиксто (81) — американский фолк-музыкант, композитор и поэт[375].
- Скворцов, Лев Владимирович (92) — советский и российский философ, доктор философских наук[376].
- Хардвик, Джонни (64) — американский актёр, лауреат премии «Эмми»[377].
- Цагарели, Зураб Георгиевич[груз.] (88) — грузинский врач[378].

## 7 августа
- Арутюнян, Генрик (52) — армянский баскетболист, игрок национальной сборной[379].
- Балабанян, Араси (83) — бразильская актриса[380].
- Вартиайнен, Аймо[фин.] (96) — финский горнолыжник, участник зимних Олимпийских игр (1948)[381].
- Верстрате, Ли[англ.] (61) — канадский хоккеист («Торонто Мейпл Лифс»)[382].
- Володарский, Леонид Вениаминович (73) — советский и российский переводчик, писатель и радиоведущий[383].
- Герман (Бертран-Харди) (92) — французский религиозный деятель, второй предстоятель неканонической Французской православной церкви[384].
- Гимоссулис, Костис[греч.] (63) — греческий писатель и поэт[385].
- Корай, Эркин[тур.] (82) — турецкий певец, автор песен, гитарист[386].
- Коэн, Жан-Луи (74) — французский историк архитектуры, искусствовед[387].
- Повейшил, Мартин[чеш.] (62) — чешский дипломат, посол в Чили (1994—1998), Испании и Андорре (2000—2004), в НАТО (2009—2012), В ЕС (2012—2018)[388].
- Саад, Маргит[нем.] (94) — немецкая актриса[389].
- Тржескал, Владимир Иосифович (92) — советский и российский баскетбольный тренер, заслуженный тренер России[390].
- Тронти, Марио (92) — итальянский философ и политик, сенатор (1992—1994, 2013—2018)[391].
- Фридкин, Уильям (87) — американский кинорежиссёр и сценарист, лауреат премий «Золотой глобус» и «Оскар»[392].

## 6 августа
- Альдохин, Юрий Николаевич (85) — советский и российский режиссёр-документалист, заслуженный деятель искусств Российской Федерации (1998)[393].
- Анарбаев, Ахмед Алиевич (75) — советский пловец, серебряный призёр чемпионата Европы (1970)[394].
- Гаддар (74) — индийский революционер, поэт и певец на телугу[395].
- Голубовский, Евгений Михайлович (86) — советский и украинский журналист, историк литературы[396].
- Жильбер, Жиль (74) — канадский хоккеист («Миннесота Норт Старз», «Бостон Брюинз», «Детройт Ред Уингз»)[397].
- Залцманис, Калвис (82) — советский и латвийский кинематографист[398].
- Колупаева, Анна Сергеевна (66) — российский искусствовед, член-корреспондент РАХ (2007)[399].
- Лафламме, Дэвид[англ.] (82) — американский скрипач и певец, основатель и лидер группы It’s a Beautiful Day[400].
- Мандрыкин, Вениамин Анатольевич (41) — российский футболист, игрок национальной сборной[401].
- Мейерхофф, Харви[англ.] (96) — американский бизнесмен и филантроп, сооснователь Мемориального музея Холокоста[402].
- Пиренн, Роже[фр.] (88) — бельгийский католический прелат, епископ Батури (1994—1999), архиепископ Бертуа (1999—2009)[403].
- Потапов, Михаил Борисович (78) — советский и российский тренер по санному спорту, главный тренер сборной Российской Федерации[404].
- Рафик, Мохаммад[бенг.] (79) — бангладешский поэт[405].
- Станг, Александр Григорьевич (79) — советский и российский скрипач, заслуженный артист Российской Федерации (1996)[406].
- Ткаченко, Сергей Борисович (70) — российский архитектор, заслуженный архитектор Российской Федерации (2008), академик РАХ (2020), член-корреспондент РААСН (2021)[407].
- Томана, Джоханнес[англ.] (55) — зимбабвийский юрист и дипломат, генеральный прокурор (2008—2017)[408].
- Устинов, Николай Александрович (86) — советский и российский художник и иллюстратор, народный художник Российской Федерации (2000)[409].
- Хайман, Харольд[англ.] (99) — американский историк[410].

## 5 августа
- Ашурмамадов, Амза (82) — советский и таджикский педагог[411].
- Власенко, Анатолий Николаевич (76) — советский и российский почвовед, директор СибНИИЗХима (1990—2016), академик РАСХН (2001—2013), академик РАН (2013)[412].
- Даунт, Тимоти[англ.] (87) — британский дипломат, Лейтенант-губернатор острова Мэн (1995—2000)[413].
- Зибер, Гельмут[нем.] (81) — австрийский футболист, игрок национальной сборной[414].
- Икэда, Кадзуоми[яп.] (91) — японский актёр[415].
- Каррер д’Анкосс, Элен (94) — французский историк и политолог, депутат Европейского парламента (1994—1999), член (1990) и непременный секретарь (с 1999) Французской академии, иностранный член РАН (2003)[416].
- Козик, Леонид Петрович (75) — белорусский государственный и профсоюзный деятель, депутат Верховного Совета (1990—1995) и Национального собрания (2004—2008), председатель Федерации профсоюзов Беларуси (2002—2014)[417].
- Кюрваль, Филипп[фр.] (93) — французский журналист и писатель-фантаст[418].
- Линдсей, Джеймс (90) — американский военный деятель, генерал (1986), командующий Командования специальных операций США (1987—1990)[419].
- Мориути, Тосио[яп.] (86) — японский писатель, лауреат литературной премии «Ёмиури» (1990)[420].
- Надь, Деннис М.[англ.] (80) — американский военный деятель, и. о. директора Разведывательного управления Министерства обороны США (1991)[421].
- Нарынов, Сакен Жомартович (76) — советский и казахстанский архитектор[422].
- Феррейра, Хулио[исп.] (81) — аргентинский политик, член Палаты депутатов (с 2019)[423].
- Хонсингер, Тристан[англ.] (73) — американский виолончелист[424].
- Црнкич, Нермин[англ.] (30) — боснийский футболист[425].
- Шмидт, Артур[англ.] (86) — американский продюсер и монтажёр, лауреат премий «Эмми» и «Оскар»[426].

## 4 августа
- Акилли, Микеле[итал.] (92) — итальянский политик, член Палаты депутатов (1967—1987), сенатор (1987—1992)[427].
- Аларкон, Луис[исп.] (93) — чилийский актёр[428].
- Александр, Бонифас (87) — гаитянский политический деятель, временный президент (2004—2006)[429].
- Ардамица, Ференц[венг.] (81) — словацкий и венгерский писатель и публицист[430].
- Бойд, Майкл[англ.] (68) — британский режиссёр[431].
- Гослинг, Джон[англ.] (75) — американский пианист и вокалист (The Kinks)[432].
- Делиу, Тудор Георгиевич (67) — молдавский политический деятель, депутат Парламента (2010—2019), председатель ЛДПМ (2018—2020)[433].
- Дешер, Андреас[англ.] (96) — швейцарский прыгун с трамплина, участник Зимних Олимпийских игр (1956)[434].
- Кайзер, Панна[бенг.] (73) — бангладешский политик, депутат Национальной ассамблеи (1996—2001)[435].
- Николаев, Михаил Ефимович (85) — советский и российский политический и государственный деятель, президент Республики Саха (Якутия) (1991—2002), депутат Государственной думы (2011—2016)[436].
- Савельев, Виктор Григорьевич (75) — советский и российский тренер по конькобежному спорту, заслуженный тренер Российской Федерации (1993)[437].
- Слабенко, Сергей Иванович (57) — украинский политик, депутат Верховной рады (2002—2006); погиб в бою[438].
- Чарлз, Уолтер[англ.] (78) — американский актёр[439].

## 3 августа
- Абу аль-Хусейн аль-Хусейни аль-Кураши (43/44) — халиф Исламского государства (с 2022); убит (о смерти объявлено в этот день)[440].
- Баранов, Владимир Борисович (88) — советский и российский учёный в области механики[441].
- Воган, Адриенн[англ.] (45) — американская бизнес-леди, президент Bloomsbury Publishing (с 2021); несчастный случай[442].
- Гуди, Ричард[англ.] (102) — британско-американский физик атмосферы, почётный член НАН США (1970)[443].
- Дэвис, Карл (86) — американский и британский композитор и дирижёр, обладатель премии BAFTA[444].
- Карвалью, Ана Мария[порт.] (75) — бразильская актриса и певица[445].
- Марголис, Марк (83) — американский актёр, номинант на премию «Эмми»[446].
- Маслов, Виктор Павлович (93) — советский и российский математик, академик РАН (1991; академик АН СССР с 1984)[447].
- Маханор, Намдео Дхондо[англ.] (80) — индийский поэт[448].
- Меалли, Бруно[итал.] (85) — итальянский шоссейный велогонщик[449].
- Мердок, Боб (76) — канадский хоккеист («Лос-Анджелес Кингз», «Монреаль Канадиенс») и тренер («Виннипег Джетс»)[450].
- Минакир, Павел Александрович (75) — советский и российский экономист, академик РАН (2006)[451].
- Мирошниченко, Ирина Петровна (81) — советская и российская актриса, народная артистка РСФСР (1988)[452].
- Моленар, Брам (61/62) — нидерландский программист[453].
- Нууле, Абнер[англ.] (88) — намибийский политик, депутат Национальной ассамблеи (о смерти было объявлено в этот день)[454].
- Одинаев, Саидмухаммад Одинаевич (80) — таджикистанский физик, академик АН Таджикистана (2008)[455].
- Перро, Жиль (92) — французский писатель, сценарист и журналист[456].
- Тек, Нехама[англ.] (92) — американский историк, исследовательница Холокоста[457].
- Чумачек, Герман Григорьевич (73) — советский и российский хоккеист и тренер, заслуженный тренер РСФСР (1986)[458].

## 2 августа
- Бермингем, Джерри[англ.] (82) — британский политик, член Парламента (1983—2001)[459].
- Бунери, Шамс[англ.] (77) — пакистанский поэт[460].
- Гари, Пнина[ивр.] (95) — израильская актриса и режиссёр[461].
- Гото, Джон (74) — британский фотограф[462].
- Дарновски, Констанс[англ.] (88) — американская бегунья с барьерами, участница Олимпийских игр (1952, 1956)[463].
- Демуйт, Уорд[нидерл.] (88) — бельгийский политик, депутат Палаты представителей (1991—1995)[464].
- Деонна, Лоранс[фр.] (86) — швейцарская журналистка и писательница[465].
- Десаи, Нитин Чандракант (57) — индийский кинопродюсер и художник-постановщик; самоубийство[466].
- Кемпински, Том (85) — английский драматург и актёр[467].
- Киктенко, Вячеслав Вячеславович (71) — русский писатель, переводчик, литературовед (тело обнаружено в этот день)[468].
- Колодный, Лев Ефимович (90) — советский и российский писатель и журналист, член-корреспондент РАХ (2019)[469].
- Лобо, Рамон (68) — испанский журналист и писатель[470].
- Льюис, Делано[англ.] (84) — американский дипломат, посол в ЮАР (2000—2001)[471].
- Сакс, Игнацы[фр.] (95) — французский экономист[472].

## 1 августа
- Адамсон, Уве[швед.] (88) — шведский велосипедист, участник Олимпийских игр 1960[473].
- Бауэр, Уильям Эдвард[англ.] (97) — канадский дипломат, посол в Южной Корее (1981—1984)[474].
- Бедье, Анри Конан (89) — ивуарийский политический и государственный деятель, президент (1993—1999)[475].
- Беннетт, Филлип (94) — австралийский политик, губернатор Тасмании (1987—1995)[476].
- Голомбек, Хайнц[нем.] (74) — немецкий политик, депутат Бундестага (2009—2013)[477].
- Ким, Вячеслав Ильич (75/76) — советский и российский военный строитель, генерал-майор, лауреат Государственной премии СССР[478].
- Колкер, Александр Наумович (90) — советский и российский композитор, заслуженный деятель искусств РСФСР (1981)[479].
- Королюк, Всеволод Емельянович (67) — советский, российский и молдавский рок-музыкант[480].
- Ксандль, Франц[англ.] (74) — австрийский боксёр, участник летних Олимпийских игр (1972)[481].
- Лендваи, Тибор[англ.] (83) — венгерский велосипедист, участник Олимпийских игр (1968)[482].
- Мюррэй, Уильямсон[англ.] (81) — американский военный историк и писатель, почётный профессор Университета штата Огайо (2012)[483].
- Оливер, Шейла (71) — американский политик, вице-губернатор штата Нью-Джерси (с 2018)[484].
- Рапопорт, Евгений Михайлович (89) — советский и российский архитектор, заслуженный архитектор Российской Федерации (1993), академик РААСН (2017), член-корреспондент РАХ (2011)[485].
- Сырбу, Марьяна (74/75) — румынская скрипачка[486].
- Хамракулов, Нуриддин (77) — советский и узбекский певец, народный артист Узбекской ССР (1987)[487].